# Santiago Fernández (rugbista)
Santiago Fernández (Buenos Aires, 28 de noviembre de 1985) es un exjugador de rugby argentino que se desempeñaba en las posiciones de apertura o centro.

## Carrera

### Clubes
Santiago Fernández empezó a jugar al rugby de forma amateur para el club bonaerense de Hindú Club, club que le dio la oportunidad de llegar al profesionalismo. Debido a las grandes actuaciones en torneo de la URBA Fernández es seleccionado en la temporada 09/10 para jugar con  Pampas XV en el torneo de la Vodafone Cup donde destaca sobremanera lo que le sirve de escaparate para promocionarse ante los clubs del top 14 francés. De este modo en la temporada 10/11 firma por Montpellier donde juega tres temporadas, para después firmar un contrato con Aviron Bayonnais, que en 2014 renueva por dos temporadas más, pero una vez que el Aviron desciende de categoría, Santiago Fernández se acoge a la cláusula de libertad en caso de descenso y ficha por Pau.
| Club             | País      | Año         |
| ---------------- | --------- | ----------- |
| Hindú Club       | Argentina | 2005 – 2008 |
| Pampas XV        | Argentina | 2009 – 2010 |
| Montpellier      | Francia   | 2011 – 2013 |
| Aviron Bayonnais | Francia   | 2013 – 2015 |
| Pau              | Francia   | 2015 – 2017 |
| Hindú Club       | Argentina | 2017 – 2025 |

### Internacional
Santiago Fernández ha pasado por las distintas categorías inferiores de la selección de rugby de Argentina siendo uno de los jugadores destacados, del mismo modo que también ha jugado en el equipo seven argentino. Fernández formó parte del equipo argentino que jugó en la Copa Mundial de Rugby de 2011 en Nueva Zelanda.